# إرنست لي
إرنست لي (بالإنجليزية: Ernest Lee)‏ هو محامي ودبلوماسي وسياسي نيوزلندي، ولد في 1862، وتوفي في 1932. انتخب وزير العدل ‏ (3 أبريل 1920 – 13 يناير 1923) وانتخب عضو مجلس النواب نيوزيلندا.